# Bruchwałd
Bruchwałd (deutsch Bruchwalde) ist ein Ort in der polnischen Woiwodschaft Ermland-Masuren. Er gehört zur Gmina Purda (Landgemeinde Groß Purden) im Powiat Olsztyński (Kreis Allenstein).

## Geographische Lage
Bruchwałd liegt im Westen der Woiwodschaft Ermland-Masuren, 13 Kilometer südöstlich der Kreis- und Woiwodschaftshauptstadt Olsztyn (deutsch Allenstein).

## Geschichte
Der kleine Ort Bruchwalde mit mehreren kleinen Gehöften entstand im Jahre 1859. Am 4. Januar 1859 wurde dessen Wirt Peter Hinzmann zum Schulzen der Ortschaft bestellt und verpflichtet. Es handelte sich bei Bruchwalde um ein Erbpachtdorf im damaligen ostpreußischen Kreis Allenstein.
Im Jahre 1905 wurde Bruchwalde mit seinen sieben Wohngebäuden und 60 Einwohnern als zum Amtsbezirk Klein Trinkhaus (polnisch Trękusek) zugehörig erwähnt, wobei der Ort ein Teil des Forstgutsbezirks Ramuck war. Am 30. September 1929 wurde Bruchwalde in eine neue Landgemeinde durch Eingliederung noch anderer kleiner Ortschaften umgewandelt. Die Zahl der Einwohner Bruchwaldes belief sich im Jahre 1933 auf 216 und 1939 auf 209.
In Kriegsfolge kam 1945 das gesamte südliche Ostpreußen zu polen. Bruchwalde erhielt die polnische Namensform „Burchwałd“ und ist heute eine Ortschaft innerhalb der Landgemeinde Purda (Groß Purden) im Powiat Olsztyński (Kreis Allenstein), von 1975 bis 1998 der Woiwodschaft Olsztyn, seither der Woiwodschaft Ermland-Masuren zugehörig.

## Kirche
Bis 1945 war Bruchwalde in die evangelische Kirche Neu Bartelsdorf (polnisch Nowa Wieś) in der Kirchenprovinz Ostpreußen der Kirche der Altpreußischen Union, außerdem in die römisch-katholische Kirche Klaukendorf (polnisch Klewki) im damaligen Bistum Ermland eingepfarrt. Im Jahre 1861 übrigens verzeichnete Bruchwalde eine zu 100 % römisch-katholische Einwohnerschaft.
Heute ist Bruchwałd ein Teil der katholischen Pfarrei Klewki, jetzt im Erzbistum Ermland gelegen. Die evangelischen Einwohner orientieren sich zur Christus-Erlöser-Kirche Olsztyn in der Diözese Masuren der Evangelisch-Augsburgischen Kirche in Polen.

## Verkehr
Bruchwałd ist auf einer Nebenstraße von Trękusek (Klein Trinkhaus) an der polnischen Landesstraße 53 (einstige deutsche Reichsstraße 134) über Kaborno (Kalborno, 1934 bis 1945 Kalborn) zu erreichen. Auch von Rykowiec (Rykowitz, 1938 bis 1945 Rickenhof) führt ein Weg nach Bruchwałd. Eine Anbindung an den Bahnverkehr besteht nicht.